# 克里尼茨贝格
克里尼茨贝格（德語：Crinitzberg）是德国萨克森州的市镇，隶属于茨维考县。总面积为18.82平方千米，截至2023年12月31日总人口为1,785人。